# Master-Dik

Master-Dik est un EP du groupe Sonic Youth publié en 1988 sur SST et Blast First. Même s'il peut sembler être un album à la vue du nombre de morceaux, ces derniers durent en fait rarement plus d'une minute, ce qui réduit considérablement la durée du disque. Les morceaux sont la plupart du temps de courts extraits d'interviews. Si le projet est crédité à Sonic Youth, il apparait en fait qu'il s'agit plus d'un disque du groupe parallèle Ciccone Youth, dont le White(y) Album fut d'ailleurs publié la même année : en effet le style « décalé » du disque correspond à l'ambiance du projet et Thurston Moore chante durant le morceau éponyme la phrase « We're Ciccone » (« Nous sommes Ciccone »), ainsi que « I'm the King Tuff Titty » (« Je suis le King Tuff Titty »), King Tuff Titty étant son pseudonyme au sein de Ciccone Youth. On retrouve une version sans boîte à rythmes du morceau Master-Dik sur la réédition de l'album Sister.

## Titres
1. Master-Dik
---
2. Beat On The Brat
3. Under The Influence Of The Jesus & Mary Chain
4. Ticket To Ride
5. Master-Dik
6. Introducing The Stars
7. Ringo
8. He's On Fire
9. Florida Oil Drums
10. Chinese Jam
11. Vibrato
12. Guitar Lick
13. Funky Fresh
14. Our Backyard
15. Traffick